# Fósforo
O fósforo (grego φωσφόρος [phosphorus], portador de luz) é um elemento químico de símbolo P, número atômico 15 (15 prótons e 15 elétrons) e massa atómica igual a 30,973762(2) u.

## Etimologia
Por sua etimologia, "fósforo" significa "luz brilhante" e provém do latim "phosphorus", que por sua vez se originou no grego "phosphoros", formada de "phos" (luz) e do sufixo "phoros" (portador). A raiz grega ´phos, photos´ aparece também em palavras como ´fotografia´, ´fóton´ e muitas outras que de alguma maneira se originaram na ideia de ´luz´.

## Características
É um nome genérico dado a inúmeras combinações distintas de fosfatos, tendo sido descoberto em 1669 por Henning Brand.
Fósforo é um não metal (apesar de existir a forma alotrópica conhecida como fósforo preto que se comporta como um semi-metal, apresentando estrutura cristalina) multivalente pertencente à série química do nitrogênio (grupo 15 ou 5 A) que se encontra na natureza combinado, formando fosfatos inorgânicos, inclusive nos seres vivos. Não é encontrado no estado nativo porque é muito reativo, oxidando-se espontaneamente em contato com o oxigênio do ar atmosférico, emitindo luz (fenômeno da fosforescência).
O fosforo é o único macronutriente que não existe na atmosfera, se não unicamente quando encontrado em forma sólida nas rochas.
Ao mineralizar-se, é absorvido pelas raízes das plantas e se incorpora a cadeia trófica dos consumidores, sendo devolvido ao solo, nos excrementos ou através da morte. Uma parte do fosforo é transportada por correntes de água. Ali, se incorpora na cadeia trófica marinha ou se acumula e se perde nos solos marinhos, aonde não pode ser aproveitada pelos seres vivos, até que o afloramento de algas profundas possa reincorporá-lo na cadeia trófica. A partir do "guano" ou excremento de aves pelicaniformes, o fósforo pode ser reutilizado como "guano" reiniciando um novo ciclo.

## Aplicações
- O ácido fosfórico concentrado, que pode conter entre 70 e 75% de pentóxido de fósforo (P2O5) é importante para a agricultura, já que forma os fosfatos empregados para a produção de fertilizantes.
- Os fosfatos são usados para a fabricação de cristais especiais para lâmpadas de sódio e no revestimento interno de lâmpadas fluorescentes.
- O fosfato de cálcio é utilizado como pó de confeite para bolos e outros produtos, em confeitarias.
- É importante para a produção de aço e bronze.
- O fosfato trissódico é empregado como agente de limpeza para amolecer a água e prevenir a corrosão da tubulação.
- O fósforo branco tem aplicações militares em bombas incendiárias e bombas de efeito moral.
- Também é usado em fósforos de segurança, pirotecnia, pastas de dente, detergentes, pesticidas e outros produtos.
- Os ortopolifosfatos (HPO4 e H2PO4 - PO4 reativos, PO4 condensados, Óxido de fósforo P2O5) são utilizados para prevenção e tratamento de doenças como osteoporose, artrite reumatoide, artrose, cálculos renais. A combinação destes fosfatos também pode ser utilizada como antioxidante e solubilizante. Estes fosfatos também são extremamente benéficos para as funções mentais (memória e raciocínio).

## Ação biológica
Os compostos de fósforo intervêm em funções vitais para os seres vivos, sendo considerado um elemento químico essencial e um dos elementos CHONPS. O fósforo tem relevante papel na formação molecular do ADN e do ARN, bem como do ATP, adenosina tri-fosfato. As células utilizam-no para armazenar e transportar a energia na forma de fosfato de adenosina. Além disso, funciona como íons tampões, impedindo a acidificação ou alcalinização do protoplasma.
Transformações ocorridas no século XX em certas regiões, com repercussões na urbanização, na fecundidade e no meio ambiente, têm produzido impacto na estrutura etária da população e na mortalidade, exigindo mudanças na resposta de cada sociedade aos problemas de saúde. A queda da mortalidade (principalmente a infantil), a redução da fecundidade e o aumento da expectativa de vida resultam no envelhecimento da população e aumento das taxas de doenças crônico-degenerativas.
No Brasil, estima-se que a população de idosos seja 7%, mas a projeção para 2020 é que esta percentagem deva triplicar, colocando o país em sexto lugar, em âmbito mundial, em relação ao número de idosos.
A manutenção da capacidade funcional é um dos requisitos para um envelhecimento saudável (RAMOS, 1993). A função física é reconhecida como componente importante da qualidade de vida, além de ser um indicador universalmente aceito do estado de saúde. Do ponto de vista individual, a função física é necessária para manter o indivíduo independente e participante na comunidade. Nessa perspectiva, a incapacidade funcional é um problema social, que traz maior risco de institucionalização e altos custos para a saúde pública.
Após os sessenta anos, observa-se uma redução no peso corporal total. A quantidade de massa muscular é reduzida, enquanto a porcentagem de gordura aumenta. Com relação ao tecido ósseo, a perda dos homens é de cerca de 10 % após os 65 anos, e cerca de 20% após os 80 anos. Nas mulheres, a perda média é de 20% aos 65 anos, e de 30% por volta dos 80 anos de idade (BLAIR, 1994).
O estudo do envelhecimento mostra o declínio de várias funções fisiológicas, dentre as quais, do sistema cardiovascular, pulmonar, neuromuscular e ósseo. A falta de cálcio nas costelas e vértebras pode acarretar no aumento da rigidez do gradeado costal. Essa modificação pode ser percebida também pela calcificação das cartilagens condroesternais e alterações nas articulações costovertebrais.
A diminuição da massa muscular, associada ao avanço da idade, inevitavelmente altera a força, a densidade óssea, a sensibilidade à insulina e a capacidade aeróbica. Contudo a capacidade de oxidação do aparelho musculoesquelético parece se manter até os 70 anos. Já os ossos possuem uma estrutura rígida de tecido conjuntivo, especialmente de colágeno, sais minerais, proteínas e glicosaminoglicanos, hidroxiapatia (fosfato de cálcio). A função das fibras de colágeno é oferecer elasticidade, enquanto a resistência é proveniente dos minerais. Nos idosos, os minerais predominam no tecido ósseo acarretando na menor flexibilidade e aumento da fragilidade (WARBURTON, 2006). Segundo GORZONII & RUSSO (2002) a remodelação óssea depende dos processos de formação e reabsorção, que possuem três funções primordiais: reparar microlesões, manter a resistência e retirar cálcio ósseo para manter a calcemia.
A diminuição da massa óssea demonstra associação com o aumento da fragilidade e do risco de fraturas. Nas mulheres essas alterações podem ser mais acentuadas que em homens, principalmente após a menopausa. A genética também pode influenciar a massa óssea e o tamanho do esqueleto. Esses fatores chegam a influenciar 85% da variância interpessoal da densidade mineral óssea.
Diversas modificações funcionais no idoso podem ser atribuídas ao envelhecimento na composição óssea e articular aliada as alterações musculares, esses dois fatores são componentes da massa magra corporal, incorporando a massa residual e massa gorda, formando assim o peso corporal total.
As doenças relacionadas com a senilidade e senescência são a osteoporose, artrite reumatoide, artrose entre outras.
A osteoporose é uma doença caracterizada pela diminuição da massa óssea e deterioração da sua microarquitetura, com o aumento da fragilidade óssea e do risco de fraturas. Afeta milhões de pessoas no mundo inteiro, sendo considerada um dos maiores problemas de saúde pública, junto com as doenças cardiovasculares e o câncer. Considerando o grande impacto socioeconômico da doença, a melhor estratégia para o manejo da osteoporose é a sua prevenção.
A artrite reumatoide é uma doença autoimune, caracterizada por poliartrite periférica, simétrica, que leva a deformidade e destruição das articulações em virtude de erosões ósseas e da cartilagem. Afeta mulheres duas a três vezes mais que os homens e sua prevalência aumenta com a idade. A artrite acomete grandes e pequenas articulações em associação com manifestações sistêmicas como: rigidez matinal, fadiga e perda de peso. Quando envolve outros órgãos, a morbilidade e a gravidade da doença são maiores, podendo diminuir a expectativa de vida em cinco a dez anos. Com a progressão da doença, os pacientes com artrite reumatoide desenvolvem incapacidade para realização de suas atividades tanto de vida diária como profissional, com impacto significativo para o paciente e para a sociedade.
A artrose é também conhecida como osteoartrose, osteoartrite, artrite degenerativa e doença articular degenerativa, é uma doença reumática que incide principalmente nas articulações dos joelhos, coluna, quadril, mãos e dedos. Ocorre tanto em homens como em mulheres, sendo a mais comum das doenças reumáticas.
Na artrose ocorre o desgaste progressivo da cartilagem das "juntas" (articulações) e uma alteração óssea, os chamados "bicos de papagaio". Fatores hereditários e fatores mecânicos podem estar envolvidos no seu aparecimento. A artrose atualmente é considerada como tendo uma causa multifatorial, envolvendo fatores genéticos, mecânicos e metabólicos.
A artrose pode ser dividida em primária (sem causa conhecida) ou secundária (com causa conhecida). A primária pode afetar as juntas dos dedos, mãos, bacia, joelhos e coluna, e ocorre mais frequentemente em idosos. A artrose secundária pode afetar qualquer articulação como sequela de uma lesão articular de causas variadas, como traumatismos, defeitos das articulações, hipotireoidismo, diabetes, etc., e pode ocorrer em qualquer idade.
A participação da hereditariedade é importante, principalmente em certas apresentações clínicas, como os nódulos dos dedos das mãos, chamados de nódulos de Heberden (na junta da ponta dos dedos) ou Bouchard (na junta do meio dos dedos).
Além dos fatores genéticos, outros fatores são considerados de risco para a artrose, como a obesidade e certos tipos de atividades repetitivas e com sobrecarga de articulações.
A artrose é a mais comum das doenças reumáticas, acomete tanto homens como mulheres e aumenta sua incidência com a idade. Vários fatores estão envolvidos no seu aparecimento e seu principal sintoma é a dor nas articulações. O tratamento da artrose inclui várias medidas que melhoram a qualidade de vida, como exercícios físicos, repouso, controle do peso e medicamentos para controle da dor. No entanto, a prevenção, ainda é a melhor maneira de garantir qualidade de vida e a longevidade. Sabe-se que manter a quantidade de alguns fosfatos no organismo pode dificultar o surgimento de mais problemas e complicações ao avançar da idade.

### Lítiase urinária (pedra nos rins) e o fósforo
Desde a mais remota antiguidade, a litíase renal ou as pedras nos rins causam sofrimento ao ser humano. Há quatro milênios antes de Cristo, passando pela Grécia e Roma antigas, os médicos já descreviam casos de cálculos. Foram encontradas múmias egípcias, em Amira, datadas de 4 800 a.C. com cálculo renal. A incidência de litíase urinária tem aumentado nos países industrializados nas últimas décadas, estimando-se que aos 70 anos entre 5-15% da população terá gerado pelo menos um cálculo. Atualmente somente as doenças da próstata e infecções urinárias são mais frequentes que os cálculos (ROUSSAUD & PEDRAJAS, 1986; SAUCIE et al.,1996). Deve-se salientar que 12 % dos homens e 5% das mulheres, algum dia irá apresentar um episódio de cálculo, predominando na terceira e quarta décadas de vida. Fatores geográficos contribuem para o aparecimento de cálculos. Áreas de temperaturas elevadas e com grande umidade são predisponentes à formação de pedras, sendo observados muitos casos durante os meses quentes de verão devido ao maior grau de desidratação. O tipo mais comum de cálculo em países industrializados contém, principalmente, oxalato de cálcio isolado ou em combinação com hidroxiapatita. Os cálculos, que tem cálcio em sua constituição, respondem por 85% dos cálculos renais; os restantes dos 15% são cálculos de ácido úrico, cistina, estruvita ou cálculos de infecção.
O consumo excessivo de cálcio pode provocar hipercalciúria, porém dietas pobres em cálcio também podem causar este mesmo problema, por que aumenta a absorção intestinal de oxalatos e a produção de calcitriol. Redução no volume urinário também promove acréscimo na incidência, devido à supersaturação urinária (TISELIUS, 2001). O cálcio absorvido em excesso pelo intestino é excretado pelos rins, causando nefrolitíase e nefrocalcinose (NEGRI, 2007).
A hipercalciúria primária ocorre em 5 a 10% da população geral e é mais comumente diagnosticada em portadores de litíase urinária, hematúria ou osteoporose. Alterações no transporte intestinal, renal ou ósseo são causadas por várias combinações de mutações genéticas e de hábitos alimentares (PAK, 1979).
A dieta alimentar é muito importante na prevenção da litíase urinária, ações como a redução da ingestão de sal, proteína animal e maior ingestão de líquidos diminui o aparecimento de cálculos renais. A restrição de sal também reduz a excreção urinária de cálcio aumentando assim a atividade inibidora da cristalização de oxalato cálcico. Em alguns estudos, o tratamento com ortofosfato reduz a taxa de formação de novos cálculos em 90%. (BURGOS et al, 1998).
O fósforo possui algumas combinações que podem resultar no surgimento da litíase urinária (pedra nos rins) e outras combinações que podem ser inclusive utilizadas no tratamento do problema. Os dois fosfatos que causam litíase urinária são: fosfato amoníaco magnesiano e o fosfato cálcico. Os fosfatos que quando combinados nas medidas corretas podem impedir a formação do problema (regular o metabolismo) e em muitos casos até mesmo dissolver as pedras são: ortopolifosfatos (HPO4 e H2PO4 - PO4 reativos, PO4 condensados, Óxido de fósforo P2O5). (EHRLICH, 2009).

## História
O fósforo — do latim phosphŏrus, e este do grego φωσφόρος, portador de luz — antigo nome do planeta Vênus, foi descoberto pelo alquimista alemão Henning Brand em 1669, na cidade de Hamburgo, ao destilar uma mistura de urina e areia na procura da pedra filosofal. Ao vaporizar a ureia obteve um material branco que brilhava no escuro e ardia com uma chama brilhante. Ao longo do tempo, as substâncias que brilham na obscuridade passaram a ser chamadas de fosforescentes. Brand, a primeira pessoa conhecida a descobrir o elemento químico, manteve esta descoberta por um tempo em segredo.
O nome ´fósforo´ adquiriu novo significado graças ao químico britânico John Walker, que descobriu um composto que ardia ao ser friccionado contra certas superfícies. Havia nascido o ´fósforo´ comum, colocado à venda por Walker em 7 de abril de 1827. Inicialmente foi um artifício perigoso, pois soltava chispas e costumava queimar as pessoas ou chamuscar sua roupa, até que em 1832 o austríaco J. Siegal conseguiu fabricar os primeiros fósforos de segurança.
Os fósforos atuais são fabricados com sulfato de antimônio, súlfuros e agentes oxidantes tais como clorato de potássio.

### Origem
Astrônomos traçaram a jornada do fósforo das regiões de formação estelar até os cometas usando o ALMA e a sonda Rosetta. As moléculas contendo fósforo se formam quando estrelas massivas são formadas. Fluxos de gás de jovens estrelas massivas abrem cavidades em nuvens interestelares. Moléculas contendo fósforo se formam nas paredes da cavidade, através da ação combinada de choques e radiação da estrela infantil.  O monóxido de fósforo é a molécula portadora de fósforo mais abundante nas paredes da cavidade. Se as paredes da cavidade colapsarem para formar uma estrela, particularmente uma menos massiva como o Sol, o monóxido de fósforo pode congelar e ficar preso nos grãos de poeira gelada que permanecem ao redor da nova estrela. Esses grãos de poeira se juntam para formar seixos, rochas e, finalmente, cometas, que se tornam transportadores de monóxido de fósforo. Fósforo saiu de regiões de formação estelar e chegou à Terra através de cometas.
O fósforo encontra-se na Terra em combinações de fosfatos e outros sais. Como componente orgânico, encontra-se nos organismos vivos sob a forma de fosfatos de cálcio, nos ossos e dentes (metabolismo fosfocálcico), de ésteres ortofosfóricos (associado a ossos, ácidos aminados, a base), de ésteres disfóricos (adenosina disfórica ou ADP, que desempenham um papel importante na reserva genética), de nucleotídeo no ácido desoxirribonucleico (ADN), faz parte da urina, do sangue e de outros líquidos corporais. O fósforo não se encontra livre em nenhuma de suas variedades, mas, em combinações como os fosfatos.

### O fósforo e suas diversas aplicações
O fósforo é um mineral essencial para o metabolismo do organismo animal onde possui um papel muito importante no desenvolvimento e manutenção das estruturas ósseas. É um componente indispensável para a formação do ATP, dos ácidos nucleicos e faz parte dos fosfolipídios que integram e dão flexibilidade às membranas celulares.
Desempenha papel de co-fator de múltiplos sistemas enzimáticos no metabolismo de gorduras, carboidratos, lipídios e proteínas. Regula o equilíbrio ácido-básico do plasma, mantém a integridade do sistema nervoso central e dos rins. Importante para a mineralização da estrutura óssea, síntese de colágeno e homeostase do cálcio, regulador da excreção renal e auxilia o corpo na utilização de vitaminas. Tanto o excesso, quanto a deficiência interferem na absorção de cálcio e no metabolismo (BORGES, 2004).
A presença desse elemento em níveis adequados é especialmente importante nos ossos, em que atua como suporte dos compostos de cálcio.
O fósforo é um elemento essencial por participar das moléculas de DNA e RNA responsáveis pela transmissão das características genéticas, sendo indispensável à multiplicação celular, além de serem os compostos de fósforo os principais manipuladores de energia nas células vivas.
Para a bioquímica, o fósforo também constitui elemento básico, já que faz parte da composição do ATP, trifosfato de adenosina, e do ADP, difosfato de adenosina, nucleotídeos presentes nos tecidos, que desempenham função essencial tanto no metabolismo molecular como na regulação entre absorção e liberação energéticas (MC DOWELL, 1992).
Os sais minerais são nutrientes essenciais para o bom funcionamento do corpo humano. Eles não são produzidos pelo nosso corpo e são obtidos através da alimentação. É necessário ingerir cálcio e fósforo em quantidades suficientes para a constituição do esqueleto e dos dentes. O fósforo também desempenha papel importante no metabolismo do cálcio e nas reações do equilíbrio ácido-básico. Nos ossos desempenha funções cruciais no desempenho das atividades osteoblástica (construção óssea) e osteoclástica (destruição óssea).
O fósforo é um elemento que possui um amplo espectro de aplicações, depende apenas da sua apresentação. Pode ser empregado em preparados da indústria farmacêutica, sendo utilizados como reconstituintes e fixadores do cálcio. Já os compostos fosforados são empregados industrialmente como aditivos de gasolina e do plástico e em metalurgia como protetores. Alguns fosfatos são extraídos de diferentes minerais e utilizados como fertilizantes, na agricultura. O fósforo monocálcico é utilizado em confeitarias sob a forma de pó confeiteiro para bolos e outras misturas.
Outras formas de fosfatos também são utilizadas em pastas de dente, detergentes e até por empresas de saneamento, sendo utilizado como agente limpante para a água e ajudando a prevenir a corrosão tubular. Os polifosfatos também são utilizados para a remoção de metais pesados no tratamento de águas residuais de processos industriais (RASHCHI & FINCK, 2000; HOURANT, 2004).
Na indústria alimentícia, os polifosfatos são utilizados em sucos para estabilizar a vitamina C, por apresentarem capacidade antioxidante (HOURANT, 2004) e também são utilizados em carnes por promoverem o aumento do pH, a retenção de água e a abertura das estruturas das proteínas (ÜNAL et al, 2006).
Em alguns cosméticos, são usados como agente quelante e para ajuste tamponante de pH, mas são utilizados principalmente por sua atividade antioxidante e bactericida (KIM et al., 2004; LANIGAN, 2001).
Em produtos de higiene bucal atuam na remoção de cálculo dentário (WHITE & GERLACH, 2000).
O vírus da imunodeficiência humana tipo 1 (HIV-1) também sofre inibição pelo polifosfato (LORENZ et al., 1997).
A atividade tamponante dos polifosfatos também tem grande importância biológica, principalmente na neutralização de álcalis no interior da célula (KORNBERG et al., 1999).
O polifosfato é capaz de estabilizar o Ca2+ de forma que não haja formação de precipitados e possui baixa cristalinidade, quando sofre interação com o cálcio (PEREIRA, 2007).
São observadas deficiências graves de fósforo em pacientes que ingerem hidróxido de alumínio, como antiácido por períodos prolongados. A deficiência de fósforo trás consequências graves devido as importantes funções que este elemento desempenha (RODRIGUEZ & GALLEGO, 1999).
A deficiência de fósforo também pode ser observada em algumas patologias relacionadas ao envelhecimento como a artrite reumatoide, a artrose e a osteoporose e também em casos de litíase renal, devido as desordens orgânicas. Os polifosfatos possuem a habilidade de prevenir a precipitação ou dissolver precipitados de metais alcalinos terrosos. O precipitado se desfaz rapidamente e ocorre a solubilização do mesmo (VAN WAZER & CALLIS, 1958).
O estudo da hidrólise de fosfatos condensados apresenta grande interesse prático pelo fato que o produto final, o ortofosfato, é um ótimo agente precipitante (GREENFIELD & CLIFT, 1974).
Em suas pesquisas, GAUER (1998), atribuiu aos fosfatos propriedades antioxidante e solubilizante, por possuírem capacidade de dissolver precipitados de metais e solubilizá-los rapidamente. Segundo GAUER (1998), a oxidação nos sistemas biológicos ocorre devido à ação dos radicais livres no organismo. Elas podem ser geradas por fontes endógenas ou exógenas. Por fontes endógenas, originam-se de processos biológicos que normalmente ocorrem no organismo, tais como: redução de flavinas e tióis; resultado da atividade de oxidases, cicloxigenases, lipoxigenases, desidrogenases e peroxidases; presença de metais de transição no interior da célula e de sistemas de transporte de elétrons.
As fontes exógenas geradoras de radicais livres incluem tabaco, poluição do ar, solventes orgânicos, anestésicos, pesticidas e radiações. Nos processos biológicos há formação de uma variedade de radicais livres (ERENEL et al.,1993; RICE-EVANS & BURDON, 1993).
Os processos oxidativos podem ser evitados através da modificação das condições ambientais ou pela utilização de substâncias antioxidantes com a propriedade de impedir ou diminuir o desencadeamento das reações oxidativas (ALLEN & HAMILTON, 1983). Os antioxidantes são eficazes na prevenção de doenças crônicas associadas ao estresse oxidativo (CERQUEIRA et al., 2007), tais como doença de Alzheimer e de Parkinson.
Em 2015, pesquisadores relatam que quando os elétrons se movem em um transistor de fósforo, eles o fazem apenas em duas dimensões. A descoberta sugere que o alótropo, fósforo negro, poderia ajudar os engenheiros a superar um dos grandes desafios para futuros eletrônica: projetar transistores com eficiência energética.

## Abundância e obtenção
Devido a sua reatividade, o fósforo não é encontrado nativo na natureza, porém forma parte de numerosos minerais. A apatita é uma importante fonte de fósforo, existindo jazidas relevantes deste mineral no Brasil, Marrocos, Rússia, Estados Unidos e em outros países.
A forma alotrópica branca pode ser obtida de várias maneiras. Uma delas é a obtenção do fosfato tricálcico a partir das rochas. Aquecido em um forno a 1 450 °C em presença de sílica e carbono, o fosfato é reduzido a fósforo, que se libera na forma de vapor.
2 Ca3(PO4)2 + 6 SiO2 +10 C  → 6 CaSiO3 + 10 CO + P4 - 3 084 kJ
O fósforo branco obtido na forma de vapor é então condensado em água, evitando-se a presença de ar para que não inflame.

## Precauções
O fósforo branco é extremamente venenoso - uma dose de 50 mg pode ser fatal — e muito inflamável, por isso, deve ser armazenado submerso em água. Em contato com a pele provoca queimaduras. A exposição contínua ao fósforo provoca a necrose da mandíbula. Se inflama espontaneamente em contato com o oxigênio.
O fósforo vermelho não é tóxico, porém deve-se manuseá-lo com cuidado, já que pode transformar-se em fósforo branco e produzir emissões de vapores tóxicos se aquecido.

## Outros dados
Encontra-se na sua maior parte nas rochas e se dissolve com a água da chuva, sendo levado até os rios e mares. Boa parte do fósforo de que precisamos são ingeridos quando nos alimentamos de peixe. Nossos ossos armazenam cerca de 750 g de fósforo sob a forma de fosfato de cálcio.